# Meuvaines
Meuvaines est une commune française, située dans le département du Calvados en région Normandie, peuplée de 137 habitants (les Meuvainois).

## Géographie
Meuvaines est une commune littorale du Calvados située à douze kilomètres de Bayeux, dans le Bessin. Elle fait partie de la communauté de communes de Bessin, Seulles et Mer.
| Mer de la Manche                                     | Mer de la Manche | Mer de la Manche, Ver-sur-Mer |
| Asnelles                                             | Meuvaines        | Ver-sur-Mer, Crépon           |
| Saint-Côme-de-Fresné, Ryes, Le Manoir (par un angle) | Bazenville       | Crépon                        |

### Hydrographie
La commune est située dans le bassin Seine-Normandie. Elle est drainée par la Gronde, le ruisseau du Marais et le Roulecrotte,,.

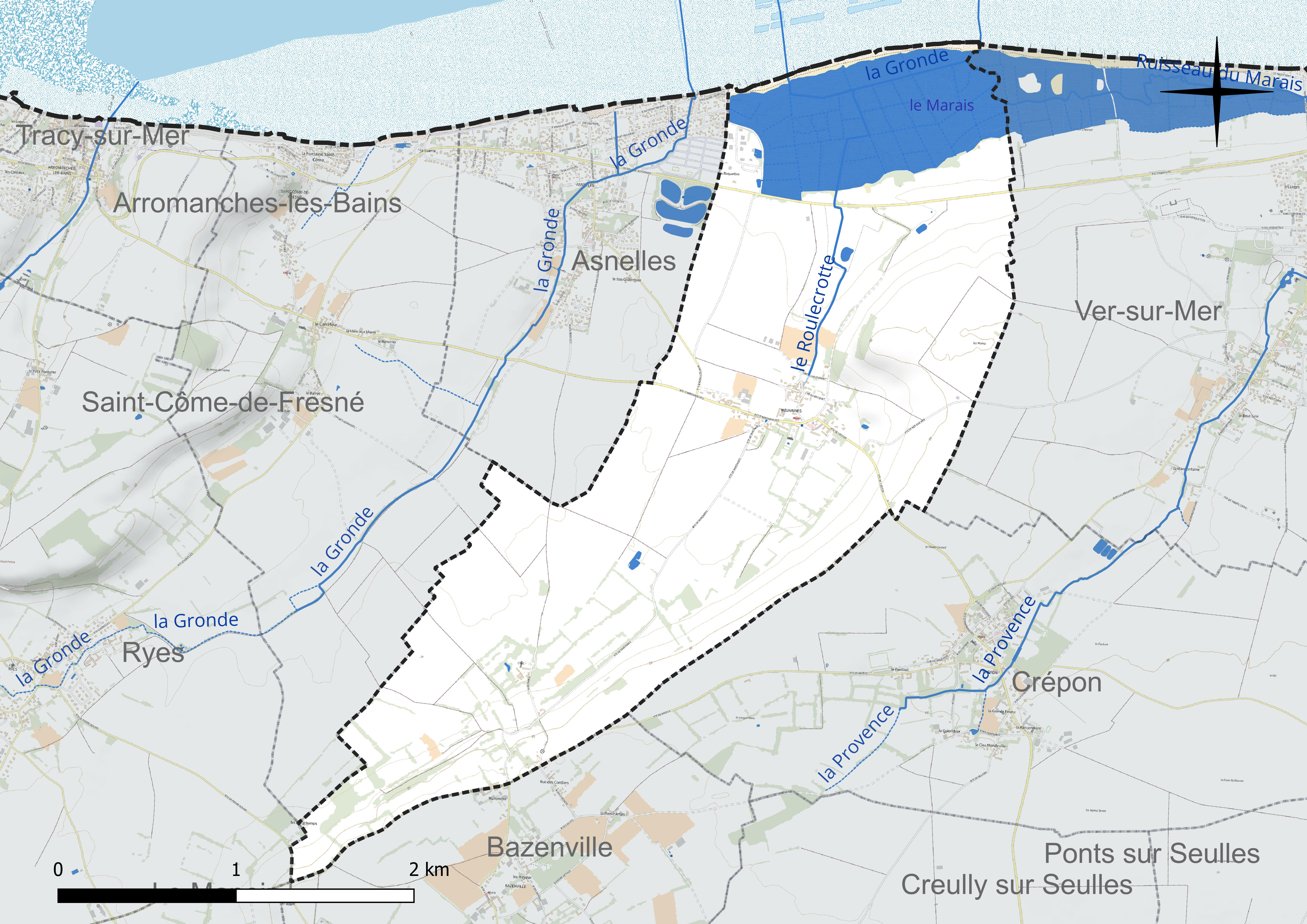
Réseau hydrographique de Meuvaines.

Un plan d'eau complète le réseau hydrographique : le Marais, d'une superficie totale de 142,7 ha (87,1 ha sur la commune),.

### Climat
Pour des articles plus généraux, voir Climat de la Normandie et Climat du Calvados.
En 2010, le climat de la commune est de type climat océanique altéré, selon une étude du CNRS s'appuyant sur une série de données couvrant la période 1971-2000. En 2020, Météo-France publie une typologie des climats de la France métropolitaine dans laquelle la commune est exposée à un climat océanique et est dans la région climatique  Normandie (Cotentin, Orne), caractérisée par une pluviométrie relativement élevée (850 mm/a) et un été frais (15,5 °C) et venté. Parallèlement le GIEC normand, un groupe régional d'experts sur le climat, différencie quant à lui, dans une étude de 2020, trois grands types de climats pour la région Normandie, nuancés à une échelle plus fine par les facteurs géographiques locaux. La commune est, selon ce zonage, exposée à un « climat des plateaux abrités », correspondant à la plaine agricole de Caen à Falaise, sous le vent des collines de Normandie et proche de la mer, se caractérisant par une pluviométrie et des contraintes thermiques modérées.
Pour la période 1971-2000, la température annuelle moyenne est de 10,9 °C, avec  une amplitude thermique annuelle de 11,6 °C. Le cumul annuel moyen de précipitations est de 710 mm, avec 11,9 jours de précipitations en janvier et 7,6 jours en juillet. Pour la période 1991-2020, la température moyenne annuelle observée sur la station météorologique la plus proche, située sur la commune de Bernières-sur-Mer à 10 km à vol d'oiseau, est de 11,7 °C et le cumul annuel moyen de précipitations est de 695,0 mm,. Pour l'avenir, les paramètres climatiques de la commune estimés pour 2050 selon différents scénarios d'émission de gaz à effet de serre sont consultables sur un site dédié publié par Météo-France en novembre 2022.

## Urbanisme

### Typologie
Au 1er janvier 2024, Meuvaines est catégorisée commune rurale à habitat dispersé, selon la nouvelle grille communale de densité à 7 niveaux définie par l'Insee en 2022.
Elle est située hors unité urbaine. Par ailleurs la commune fait partie de l'aire d'attraction de Caen, dont elle est une commune de la couronne,. Cette aire, qui regroupe 296 communes, est catégorisée dans les aires de 200 000 à moins de 700 000 habitants,.
La commune, bordée par la baie de Seine, est également une commune littorale au sens de la loi du 3 janvier 1986, dite loi littoral. Des dispositions spécifiques d'urbanisme s'y appliquent dès lors afin de préserver les espaces naturels, les sites, les paysages et l'équilibre écologique du littoral, tel le principe d'inconstructibilité, en dehors des espaces urbanisés, sur la bande littorale des 100 mètres, ou plus si le plan local d'urbanisme le prévoit.

### Occupation des sols
L'occupation des sols de la commune, telle qu'elle ressort de la base de données européenne d'occupation biophysique des sols Corine Land Cover (CLC), est marquée par l'importance des territoires agricoles (82,5 % en 2018), une proportion sensiblement équivalente à celle de 1990 (83,3 %). La répartition détaillée en 2018 est la suivante : 
terres arables (63,1 %), prairies (19,4 %), zones humides intérieures (12,4 %), zones urbanisées (4,5 %), zones humides côtières (0,6 %). L'évolution de l'occupation des sols de la commune et de ses infrastructures peut être observée sur les différentes représentations cartographiques du territoire : la carte de Cassini (XVIIIe siècle), la carte d'état-major (1820-1866) et les cartes ou photos aériennes de l'IGN pour la période actuelle (1950 à aujourd'hui).

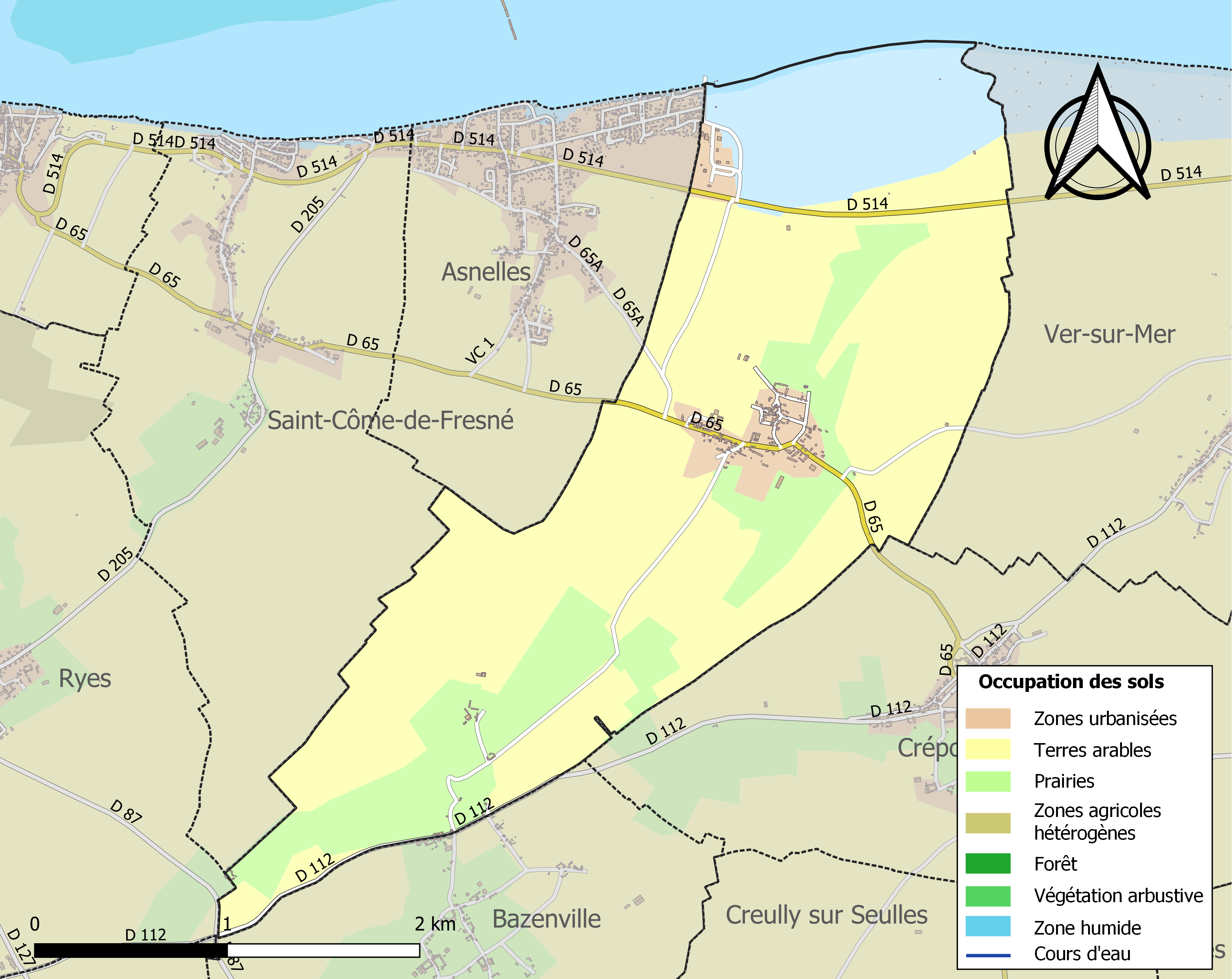
Carte des infrastructures et de l'occupation des sols de la commune en 2018 (CLC).

## Toponymie
Le nom de la localité est attesté sous les formes Mevaniam en 1063; Mevania en 1198 ; Mevaine en 1229 ; Mevenigna en 1231 ; Meuveignes en 1231 ; Mevenne en 1232 ; Mevene en 1269 ; Muvana en 1277 ; Myvana (sans date) ; Mauvana en 1286 ; Mevena au XIVe siècle, Mauvaines en 1793, Meuvaines en 1801.

## Politique et administration
| Période                                  | Période | Identité                 | Étiquette | Qualité                                                    |
| ---------------------------------------- | ------- | ------------------------ | --------- | ---------------------------------------------------------- |
| 1790                                     | 1791    | Gabriel de Grimouville   |           |                                                            |
| 1791                                     | 1805    | François Longuet         |           |                                                            |
| 1805                                     | 1820    | Emmanuel de Savignac     |           |                                                            |
| 1820                                     | 1824    | Camille de Savignac      |           |                                                            |
| 1825                                     | 1838    | Pierre Boutrais          |           |                                                            |
| 1839                                     | 1874    | Jean-Baptiste Regnauld   |           |                                                            |
| 1874                                     | 1884    | Victor Hamel             |           |                                                            |
| 1884                                     | 1901    | Louis Le Rossignol       |           |                                                            |
| 1901                                     | 1904    | Marcel Avril             |           |                                                            |
| 1904                                     | 1919    | Jules Boudeville         |           |                                                            |
| 1919                                     | 1936    | Louis Le Rossignol       |           |                                                            |
| 1936                                     | 1965    | Louis André              |           | Agriculteur, conseiller général, sénateur (de 1948 à 1971) |
| 1965                                     | 1977    | François Hayaux du Tilly |           |                                                            |
| 1977                                     | 1989    | Michel André             |           |                                                            |
| 1989                                     | 2020    | Yves de Joybert          | SE        | Architecte                                                 |
| Les données manquantes sont à compléter. |         |                          |           |                                                            |

Le conseil municipal est composé de onze membres dont le maire et deux adjoints.

## Démographie
L'évolution du nombre d'habitants est connue à travers les recensements de la population effectués dans la commune depuis 1793. Pour les communes de moins de 10 000 habitants, une enquête de recensement portant sur toute la population est réalisée tous les cinq ans, les populations de référence des années intermédiaires étant quant à elles estimées par interpolation ou extrapolation. Pour la commune, le premier recensement exhaustif entrant dans le cadre du nouveau dispositif a été réalisé en 2004.
En 2022, la commune comptait 137 habitants, en évolution de −6,8 % par rapport à 2016 (Calvados : +1,58 %, France hors Mayotte : +2,11 %).
Au premier recensement républicain, en 1793, Meuvaines comptait 400 habitants, population jamais dépassée depuis (égalée en 1806).
| 1793 | 1800 | 1806 | 1821 | 1831 | 1836 | 1841 | 1846 | 1851 |
| ---- | ---- | ---- | ---- | ---- | ---- | ---- | ---- | ---- |
| 400  | 347  | 400  | 373  | 361  | 338  | 272  | 279  | 291  |

| 1856 | 1861 | 1866 | 1872 | 1876 | 1881 | 1886 | 1891 | 1896 |
| ---- | ---- | ---- | ---- | ---- | ---- | ---- | ---- | ---- |
| 284  | 294  | 280  | 264  | 244  | 222  | 214  | 201  | 158  |

| 1901 | 1906 | 1911 | 1921 | 1926 | 1931 | 1936 | 1946 | 1954 |
| ---- | ---- | ---- | ---- | ---- | ---- | ---- | ---- | ---- |
| 191  | 200  | 198  | 147  | 153  | 137  | 136  | 151  | 148  |

| 1962 | 1968 | 1975 | 1982 | 1990 | 1999 | 2004 | 2006 | 2009 |
| ---- | ---- | ---- | ---- | ---- | ---- | ---- | ---- | ---- |
| 185  | 175  | 163  | 137  | 137  | 150  | 146  | 142  | 150  |

| 2014 | 2019 | 2022 | - | - | - | - | - | - |
| ---- | ---- | ---- | - | - | - | - | - | - |
| 143  | 137  | 137  | - | - | - | - | - | - |

## Culture locale et patrimoine

### Lieux et monuments
- Château de Meuvaines (XVIIe siècle).
- Château de Maronnes (XVIIIe siècle).
- Église Saint-Manvieu du XIIe siècle, inscrite aux Monuments historiques[34]. Elle abrite de nombreuses œuvres classées à titre d'objets[35].
- Manoirs.
- Marais côtier.

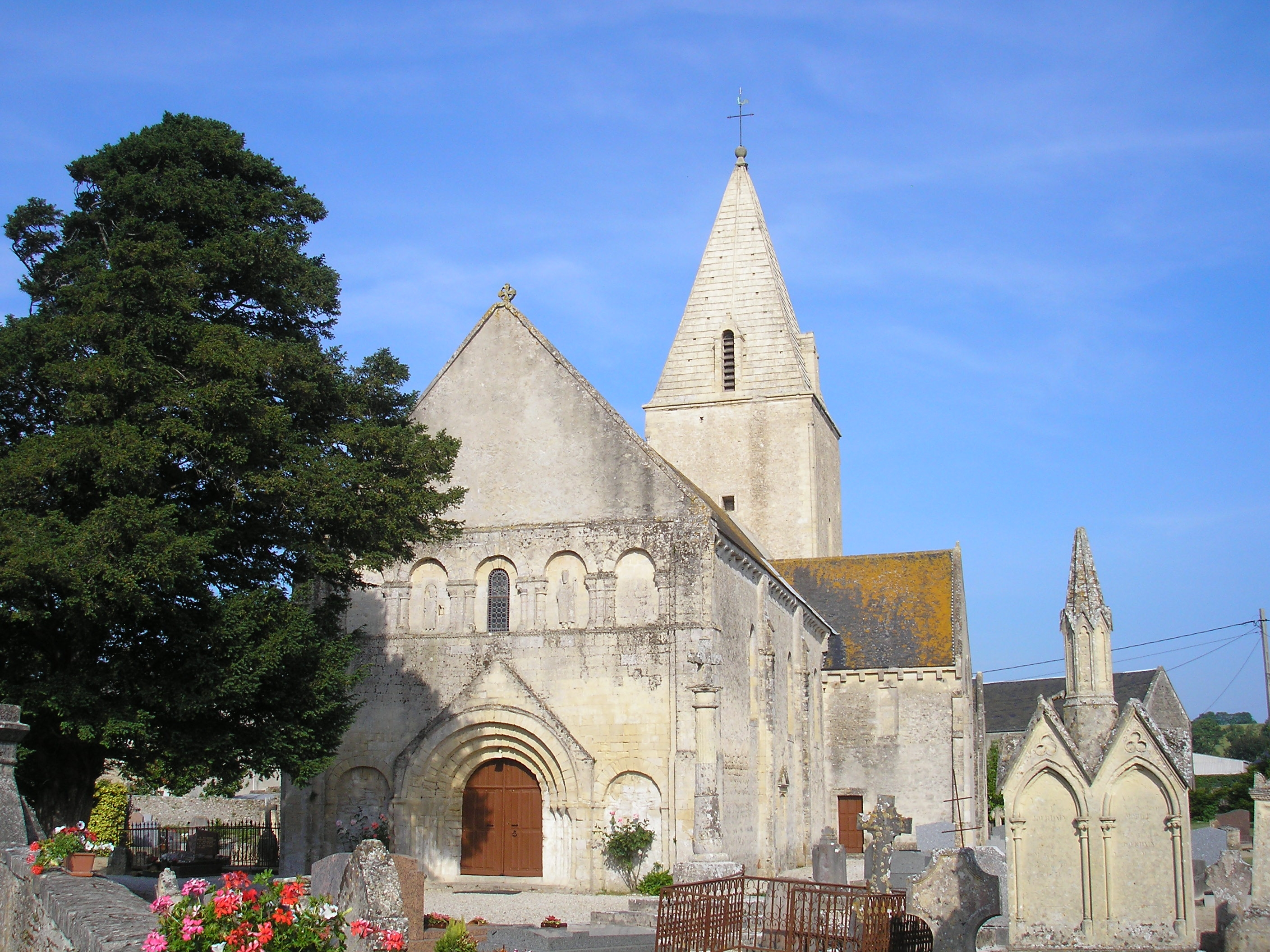
L'église Saint-Manvieu.
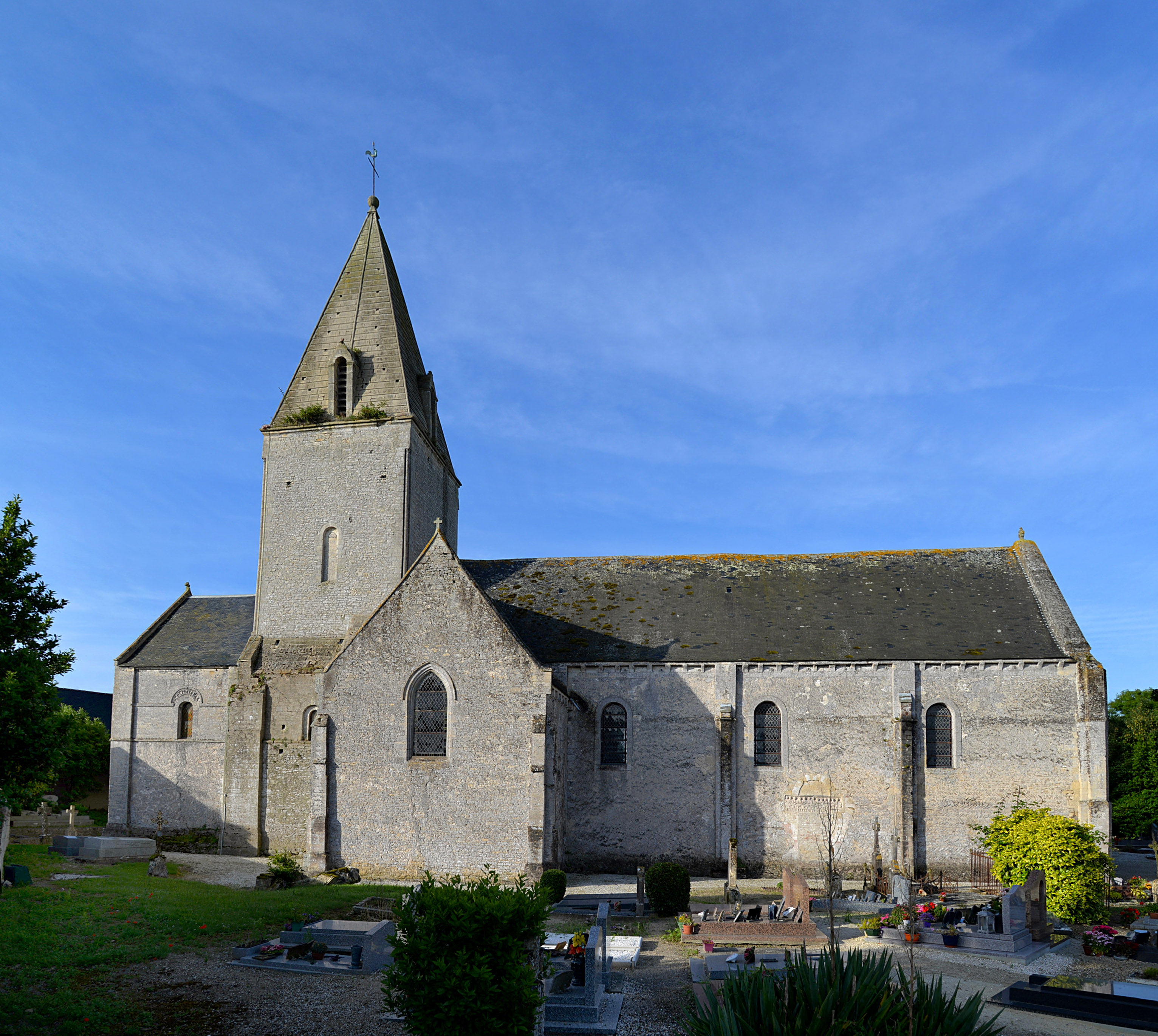
L'église Saint-Manvieu vue côté nord.
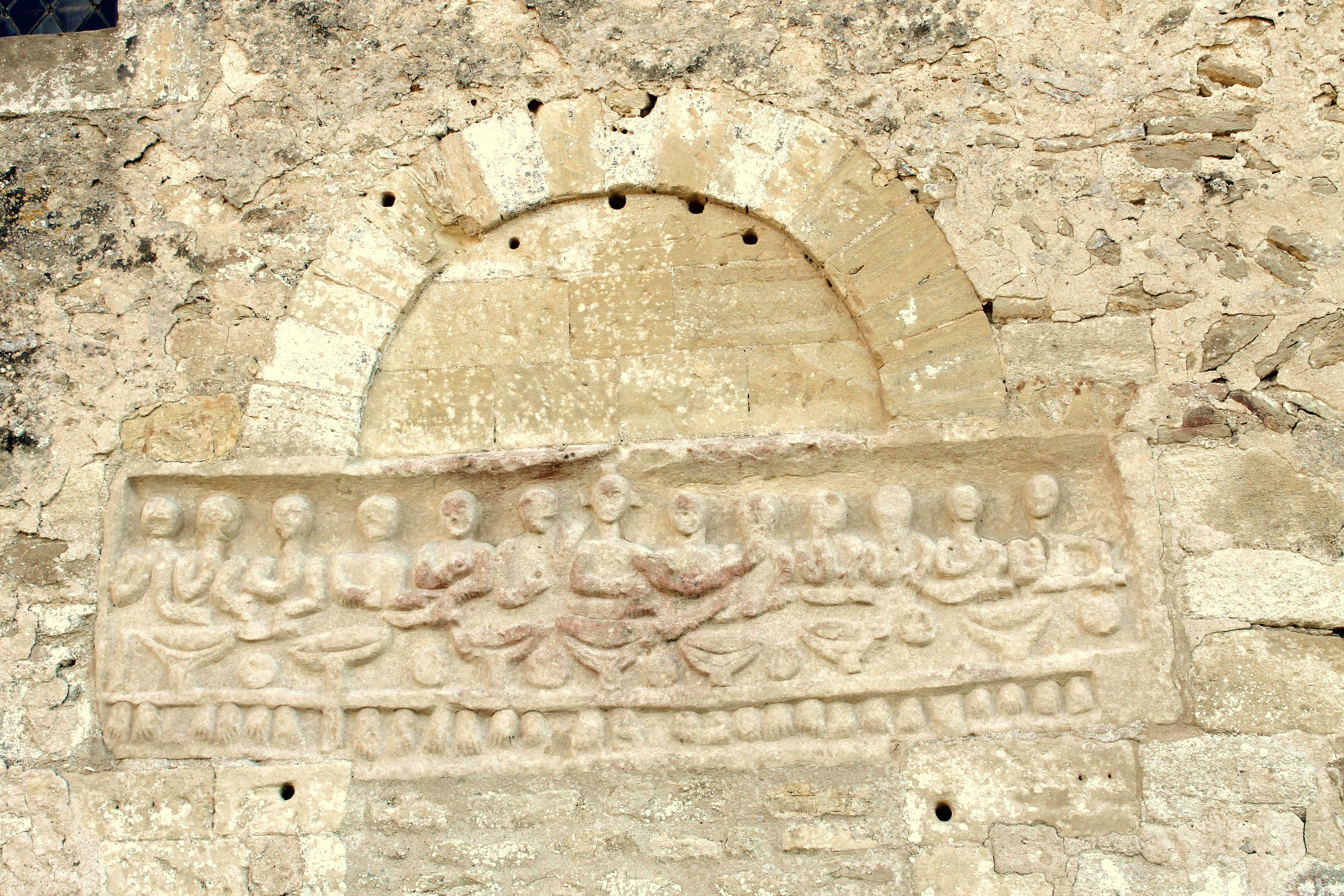
Une représentation de la Cène sur la façade de l'église Saint-Manvieu.
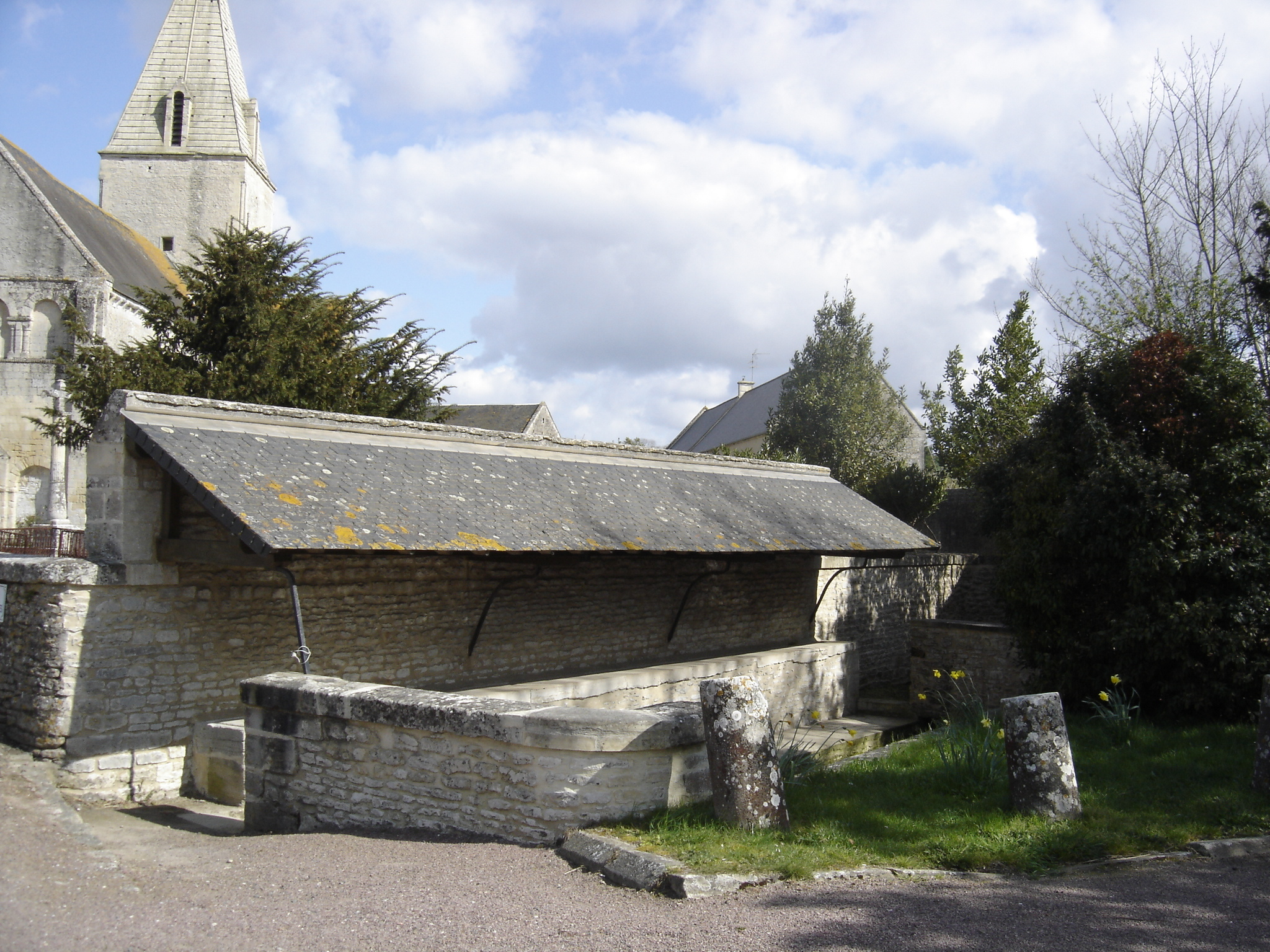
Le lavoir.

### Personnalités liées à la commune
- Louis André, maire de la commune de 1936 à 1965 et sénateur du Calvados de 1948 à 1971.

### Héraldique
| Blason de Meuvaines | Blason  | D'azur au chevron d'or accompagné de deux léopards du même en chef et de saint Manvieu d'argent en pointe.    |
| Blason de Meuvaines | Détails | Les deux léopards d'or rappellent les armes de la Normandie. Le statut officiel du blason reste à déterminer. |